# Bana (cantant)
Bana, pseudònim artístic d'Adriano Gonçalves (Mindelo, 5 de març de 1932 - Loures, 13 de juliol de 2013), va ser un cantant i baladista capverdià, intèrpret de morna, un gènere musical capverdià que es caracteritza per ser melòdic, nostàlgic i gemegaire.

## Biografia i trajectòria musical
Va néixer a la parròquia Nossa Senhora da Luz de la ciutat de Mindelo, a l'illa de São Vicente (Cap Verd). Ja des de nen, Bana va viure envoltat de la música dels cantants locals. Als catorze anys, es quedava a les tardes amb els músics locals, que feien serenates fins a la matinada. Sa mare no estava d'acord amb els hàbits del seu fill, però la seva opinió va canviar aviat quan va saber de la reputació del jove cantant per tota l'illa, quan venien a demanar-li la seva compareixença en festes i cerimònies.
El 1953, durant el colonialisme portuguès, Bana va treballar com a ajudant i guardaespatlles del prestigiós compositor, poeta i intèrpret capverdià Francisco Xavier da Cruz, conegut professionalment com a B. Leza (beleza, ‘bellesa’ en portuguès). Al final de la seva vida, B. Leza presentava paràlisi i utilitzava cadira de rodes. Bana ―que mesurava 2,10 metres d'altura― s'encarregava d'asseure'l a la cadira de rodes i l'acompanya en la seva vida personal i pels locals musicals. Com patia de falta d'alè, B. Leza escurçava les paraules i s'empassava algunes síl·labes, manera en què va reinventar la morna de Cap Verd per adaptar-la a la seva afecció. Va utilitzar aquestes tècniques amb tal gràcia i èxit que es van tornar una característica de la música capverdiana.
Durant els anys cinquanta, aquest cantant ―oncle de Cesária Évora― va ensenyar a Bana l'art de la morna.
Sota la influència de B. Leza, l'estil musical de Bana va guanyar un flux similar tant a nivell melòdic com rítmic. El 1958, B. Leza el va presentar en una gira que la Tuna Académica de Coïmbra va realitzar a São Vicente. Entre els responsables de la Tuna es trobaven el poeta i polític dissident portuguès Manuel Alegre i l'escriptor, novel·lista i periodista portuguès Fernando Assis Pacheco, que van provar de portar-lo a Portugal per a actuar.
Quan B. Leza va morir el 1958, Bana va començar a treballar pel seu compte. Tal vegada per la seva popularitat, Bana es va veure acusat de col·laboració amb el govern colonial portuguès. Aviat va viatjar a Dakar ―la ciutat més propera―, on va cantar en bars i va gravar el seu primer àlbum l'any 1962. El disc, de quatre cançons, va ser reeixit i va vendre 2000 còpies en les dues primeres setmanes.
De Dakar va viatjar a París, on va romandre fins al 1968 i va gravar dos EP més. Després, es desplaçaria a Rotterdam (Països Baixos) on acabaria formant el grup Voz de Cabo Verde amb altres exiliats capverdians, com ara Luis Morais, Jean dona Lomba, Morgadinho, Toy de Bibia, Frank Cavaquinho i altres companys. Van publicar dos LP i sis EP, que en aquell moment van tenir una molt bona acceptació.
Bana va crear un so que ha estat el model de les bandes de Cap Verd. Els seus discos no solament van tenir èxit a São Vicente i a les altres illes de Cap Verd; sinó que els capverdians de Portugal, Itàlia, França, Guinea Bissau, Moçambic i Estats Units es van reconèixer en les mornes criolles portugueses de Bana com la veu del seu poble que s'escoltava a tot el món.
L'any 1969 va ser convidat a viatjar a Portugal amb motiu de la inauguració de la Casa de Cap Verd de Lisboa, en companyia de dos dels seus amics, Luis Morais i Morgadinho (de Voz de Cabo Verde). A finals dels anys seixanta, Bana feia xous de gran èxit a diversos països d'Europa i Àfrica. Després d'una extensa gira per Luanda i per la resta del país, Bana va decidir assentar-se a Portugal i obrir Monte Cara, un restaurant de menjar capverdià i un club nocturn, que va rebre el malnom de «la meca de la música africana» a Lisboa. Bana va continuar de gira per tot el món, ampliant la seva projecció internacional. Va quedar-se a viure a Lisboa, on va formar la seva família. Al llarg d'una carrera que va comprendre 2024 anys, Bana va publicar més de cinquanta LP i EP, en grup i en solitari, i va participar en quatre pel·lícules: dues franceses, una alemanya i una lusitana-capverdiana.
De retorn a Cap Verd el 1975, Bana va ser acusat de col·laborar amb les potències colonialistes i va ser obligat a tornar a Lisboa. Set anys més tard va rebre una disculpa oficial del Govern de Cap Verd i va ser benvingut al seu país. El 1986, després de més de quaranta anys dedicats al cant, Bana va decidir retirar-se després d'una última gira per Cap Verd. Llavors, després d'un període de deu anys allunyat de l'espectacle, va gravar l'àlbum Gira Sol, que va ser editat i produït per Ramiro Mendes (per a la discografia MB Records).
Tanmateix, Bana va iniciar-se en la producció musical, en la qual va treballar en col·laboració amb Cesária Évora. Els seus darrers anys de vida, Bana va cantar mornas i coladeiras de Cap Verd acompanyat de la seva banda tradicional i de l'Orquestra de Cambra de S. Jorge de Arroios.
L'any 2008 es trobava a casa seva malalt de diabetis i amb problemes a les articulacions a causa de la seva gran alçada. No obstant això, va seguir treballant i pel seu 80è aniversari va realitzar un concert a Lisboa en què diversos músics músics i cantants el van homenatjar: Lura, Tito Paris, Nancy Vieira, Titina, Jorge Neto, Luís Fortes, Té Macedo, Jorge Silva, Luz María, Morgadinho, Leonel Almeida, Coimbra i Dany Silva, entre d'altres.
Nascut en un Cap Verd envaït per Portugal, Bana es va convertir en un símbol internacional d'una nació independent, fins al punt d'arribar a anomenar-lo com el "Rei de les Illes de Cap Verd". Va rebre diversos premis i honors nacionals i d'altres països en reconeixement de la seva tasca d'ambaixador de la música de Cap Verd, entre els quals la Medalla al Gran Mèrit de mà del president de Cap Verd i del president de Portugal. L'any 2012 va ser homenatjat en els Premis de la Música de Cap Verd per la seva llarga trajectòria.
Després de passar els últims anys de la seva vida amb un estat de salut considerablement delicat, Bana va morir el 12 de juliol de 2013 a l'Hospital de Loures (Portugal) a l'edat de 81 anys després de patir una aturada cardíaca.

## Discografia
Bana va publicar més de cinquanta LP i EP, en grup i en solitari. Alguns dels seus àlbums són els següents:
- 1965: Nha terra
- 1965: Pensamento e segredo
- 1967: Bana à Paris
- 1969: Rotcha-Nú
- 1970: Canta A Magia De Cabo Verde
- 1971: Merecimento de Mãe
- 1974: Contratempo
- 1976: Cidália
- 1977: Miss Unidos
- 1982: O Encanto de Cabo Verde
- 1984: Dor di nha dor
- 1998: Gira sol